# تینا لوک
تینا لوک (استونیایی: Tiina Lokk؛ زادهٔ ۱ اکتبر ۱۹۵۵) روزنامه‌نگار، کارگردان فیلم، سیاستمدار و نماینده سابق مجلس اهل استونی است.